# سفارة فرنسا في مالي
سفارة فرنسا في مالي هي أرفع تمثيل دبلوماسي لدولة فرنسا لدى مالي. تقع السفارة في باماكو وهي تهدف لتعزيز المصالح الفرنسية في مالي.

## وصلات خارجية
- الموقع الرسمي
- قائمة سفارات فرنسا
- قائمة السفارات في مالي